# صراع مع الملائكة (فلم)
صراع مع الملائكة هو فيلم مصري عرض عام 1962، بطولة سعاد حسني وحسن يوسف وصلاح نظمي وتوفيق الدقن، وتأليف وإخراج حسن توفيق.

## قصة الفيلم
تعيش (نجوى) حياة مزدوجة، فهي زوجة لـ(عصام) وعشيقة لـ(رامز)، (عصام) يسافر كثيرًا إلى الخارج ولا يهتم بزوجته، كما كان يثق بشدة في صديقه (رامز) ويطلعه على آخر ما توصل إليه في عمله في مجال الطائرات. يستمر العاشقان في اللقاء سرًا حتى يقرران يوما الارتباط، ولكن (نجوى) تتراجع حين يصبح زوجها (عصام) رقيقًا معها وتقرر قطع علاقتها بـ(رامز). يموت بعدها (رامز) في حادث احتراق طائرة ويعرف عصام بالأمر ويقرر الانتقام ويهددها بكتاب كتبته بنفسها لرامز. لا تستطيع نجوى أن تتحمل ثمن إسكاته وتدخل في علاقات مشبوهة للحصول على المال. يكتشف زوجها الأمر ويطلق عليها النار وتلقي الشرطة القبض على باقي المجموعة ولكن تعود نجوى إلى زوجها ليبدئا حياة هادئة.

## طاقم التمثيل
- سعاد حسني
- حسن يوسف
- صلاح نظمي
- توفيق الدقن
- سميحة توفيق
- صلاح سرحان
- أحمد لوكسر
- رشاد حامد
- سهام فتحي

## فريق العمل
- إخراج: حسن توفيق
- تأليف: حسن توفيق
- مدير التصوير: أحمد عطية
- مونتاج: عطية عبده
- إنتاج: التلفزيون العربي